# Pier Giorgio Frassati
Pier Giorgio Frassati   (Torí, 6 d'abril de 1901 - Torí, 4 de juliol de 1925) un jove laic dominic italià membre de l'Acció Catòlica, institució en la qual va ingressar a quinze anys; va ser un gran muntanyenc, va escalar als Alps i a la Vall d'Aosta. És venerat com a beat de l'Església catòlica.

## Biografia
Nasqué en una família benestant. El seu pare era Alfredo Frassati, fundador i director, a poc més de trenta-sis anys, del diari La Stampa, senador del Regne d'Itàlia i ambaixador a Berlín el 1922. La mare, Adelaide Ametis, fou una pintora notable.
La família gaudia d'una bona situació econòmica, però no d'una bona situació afectiva: el pare i la mare es posen poc d'acord i eduquen els seus fills des d'un punt de vista rígid. La germana de Pier Giorgio, Luciana, explicava que "la casa senyorial en la qual vivíem semblava una caserna". La família, en suma, li transmet un dur sistema de regles i deures; la fe és impartida únicament per la mare.
Estudia primer privadament, després freqüenta l'escola estatal; però no demostra gaire entusiasme per l'estudi i el suspenen. L'inscriuen al liceu clàssic Massimo D'Azeglio, però per continuar una carrera escolar pobra, la família el confia al salesià Antonio Cojazzi, que a més ha desenvolupat la carrera de mestre de literatura i l'acosta a l'espiritualitat cristiana.
És un jove molt vivaç, solia fer excursions per la muntanya amb els amics (es va fer famosa una fotografia que el representa en una escalada: li agradava estar en contacte amb la natura). S'inscriu en diverses associacions participant-hi activament: Acció Catòlica, Apostolat de l'oració, Lliga eucarística, Associació de joves adoradors universitaris, etc. Els anys 1917 i 1918 freqüenta el liceu prop de l'institut social, la prestigiosa escola de Torí dirigida per pares jesuïtes i descobreix que amb aplicació i obstinació poden arribar també els bons resultats.
El 1919, encara menor d'edat, Pier Giorgio s'inscriu al Cesare Balbo, el cercle universitari de la FUCI (federació universitària catòlica italiana, dependent de la AC), que comprenia també la Conferència de Sant Vicent (a la qual donarà de seguida 1000 lires, enorme suma per l'època).
El 1914 Europa es troba immersa en la Primera Guerra Mundial, i a l'any següent Itàlia entra en el conflicte. A una cambrera que havia perdut un germà al front, li va demanar: "Natalina, no donaries la vida per fer acabar la guerra?", I davant el seu dubte, ell li respon: "Jo sí que la donaria, ara mateix! " Després s'inscriu al Politècnic de Torí, on comença a interessar-se pel carisma de l'Orde dels Predicadors i, malgrat el parer contrari dels seus pares, tria Enginyeria Industrial Mecànica. Té a la ment el sector miner, per poder treballar prop dels operaris pobres.
Durant el període passat a la universitat, Pier Giorgio coneix i freqüenta Laura Hidalgo, relació que, donada la diferència de classe social, no és ben rebuda a la casa Frassati. Decideix llavors deixar-la, veient que continuar causaria la ruptura amb els pares. Aquesta decisió li va causar un gran patiment, però sap on trobar la força per superar-la; li escriu al seu amic Isidoro Bonini el 6 de març de 1925: «en la meva lluita interna m'he demanat a mi mateix per què he d'estar trist? Hauria de patir, suportar a contracor aquest sacrifici? Potser he perdut la fe? No, gràcies a Déu la meva fe està encara prou ferma i llavors reforcem, enfortim aquesta que és l'única alegria, de la qual un pot ser pagament en aquest món. Qualsevol sacrifici val només per ella...»
El 1922, després de meditar-ho molt, es decideix a ingressar en la branca laical dels dominics. Després d'un any d'iniciació, realitza els seus vots com laic dominic el maig de 1923. En emetre els seus vots, pren el nom de fra Jeroni, en record del frare dominic Girolamo Savonarola, figura que l'havia captivat ja a l'inici de la seva vocació a l'Orde de Sant Domènec de Guzmán.
Amb els seus amics més estimats va fundar un cercle anomenat "i tipi loschi" (els tipus sospitosos), que darrere dels intents bromistes, la màxima era: "pocs però bons com els macarrons", va ocultar el desig profund de fundar l'amistat sobre bases profundes: "jo voldria que nosaltres juréssim un pacte que no coneix confins ni límits temporals: la unió en l'oració", escriu a un dels seus amics el 15 de gener de 1925. No obstant la riquesa de la família, Pier Giorgio es trobava sempre sense diners, perquè els seus pares no li donaven més diners dels necessaris i sovint els diners que li donaven eren generosament donats a obres de caritat. Sovint els amics el veien tornar a casa a peu perquè havia donat a qualsevol pobre els diners que havia d'haver utilitzat per al tramvia. Però estava content de ser part de la societat de Sant Vicenç de Paül, d'ajudar els pobres i entrar a les seves cases. "Ajudar els necessitats", respon un dia a la seva germana Luciana, "és ajudar Jesús".
I probablement, és visitant els pobres a les seves cambres que emmalalteix d'una poliomielitis fulminant que el porta a la mort en una setmana. El 30 de juny de 1925, tornant de fer les seves habituals caritats, Pier Giorgio sent un estrany mal de cap i també inapetència. Ningú atén els seus símptomes, en aquest període s'està morint també l'àvia, que atreu l'atenció de la família sencera. Al jove se li fa entendre que no ha de molestar amb la seva insignificant malaltia.
Pier s'està per morint en silenci quan els seus distrets pares s'adonen del que li passa, és molt tard: el sèrum fet portar directament de París, de cap manera va poder salvar-lo: mor el 4 de juliol.
Al seu funeral hi van amics i, sobretot, moltíssims pobres. Per primera vegada els seus familiars comprenen, veient-lo tan estimat, on havia viscut Pier Giorgio Frassati.
Fou sepultat a la Catedral de Torí.
És el patró de la Confraternitat Catòlica Italiana, dels Joves d'Acció Catòlica Italiana i dels joves de la Comunitat de l'Anyell.
Va conèixer als beats Alberto Marvelli i Giussepina Suriano i va ser col·laborador dels Servents de Déu, Pare Luigi Sturzo i Primo Mazzolari.
El papa Joan Pau II el beatificà a Roma el 20 de maig de 1990. S'està estudiant la seva canonització. En 2024 va ser aprovat un miracle atribuït a la seva intercessió. És considerat el "Patró dels Muntanyencs".